# Panamerikanische Spiele 1959/Gewichtheben
Bei den Panamerikanischen Spiele 1959 in Chicago (Vereinigte Staaten) wurden im Gewichtheben Wettbewerbe in sieben Gewichtsklassen der Männer ausgetragen.

## Medaillengewinner

### Bantamgewicht (bis 56 kg)
| Platz | Athlet            |
| ----- | ----------------- |
| 1     | Charles Vinci     |
| 2     | Angel Famiglietti |
| 3     | Grantley Sobers   |

### Federgewicht (bis 60 kg)
| Platz | Athlet                |
| ----- | --------------------- |
| 1     | Isaac Berger          |
| 2     | Maurice King          |
| 3     | Mauro Alanís González |

### Leichtgewicht (bis 67,5 kg)
| Platz | Athlet               |
| ----- | -------------------- |
| 1     | Juan Torres Martinez |
| 2     | Paul Goldberg        |
| 3     | Alberto Gumbs        |

### Mittelgewicht (bis 75 kg)
| Platz | Athlet        |
| ----- | ------------- |
| 1     | Thomas Kono   |
| 2     | Nazih Kerbage |
| 3     | Fred Marville |

### Halbschwergewicht (bis 82,5 kg)
| Platz | Athlet                    |
| ----- | ------------------------- |
| 1     | James George              |
| 2     | Enrique Guittens Stephens |
| 3     | Fernando Torres Velasquez |

### Mittelschwergewicht (bis 90 kg)
| Platz | Athlet           |
| ----- | ---------------- |
| 1     | Clyde Emrich     |
| 2     | Philome Laguerre |
| 3     | Adolph Williams  |

### Schwergewicht (über 90 kg)
| Platz | Athlet            |
| ----- | ----------------- |
| 1     | David Ashman      |
| 2     | Humberto Selvetti |
| 3     | Bèto Adriana      |

## Medaillenspiegel
| Platz | Nation                   | Gold | Silber | Bronze | Gesamt |
| ----- | ------------------------ | ---- | ------ | ------ | ------ |
| 1.    | Vereinigte Staaten       | 6    | 1      | 0      | 7      |
| 2.    | Kuba                     | 1    | 0      | 0      | 1      |
| 3.    | Argentinien              | 0    | 2      | 0      | 2      |
| 4.    | Westindische Föderation  | 0    | 1      | 2      | 3      |
| 5.    | Panama                   | 0    | 1      | 1      | 2      |
| 6.    | Haiti                    | 0    | 1      | 0      | 1      |
| 6.    | Venezuela                | 0    | 1      | 0      | 1      |
| 8.    | Britisch-Guayana         | 0    | 0      | 1      | 1      |
| 8.    | Mexiko                   | 0    | 0      | 1      | 1      |
| 8.    | Niederländische Antillen | 0    | 0      | 1      | 1      |
| 8.    | Puerto Rico              | 0    | 0      | 1      | 1      |